# Philippe Riboud

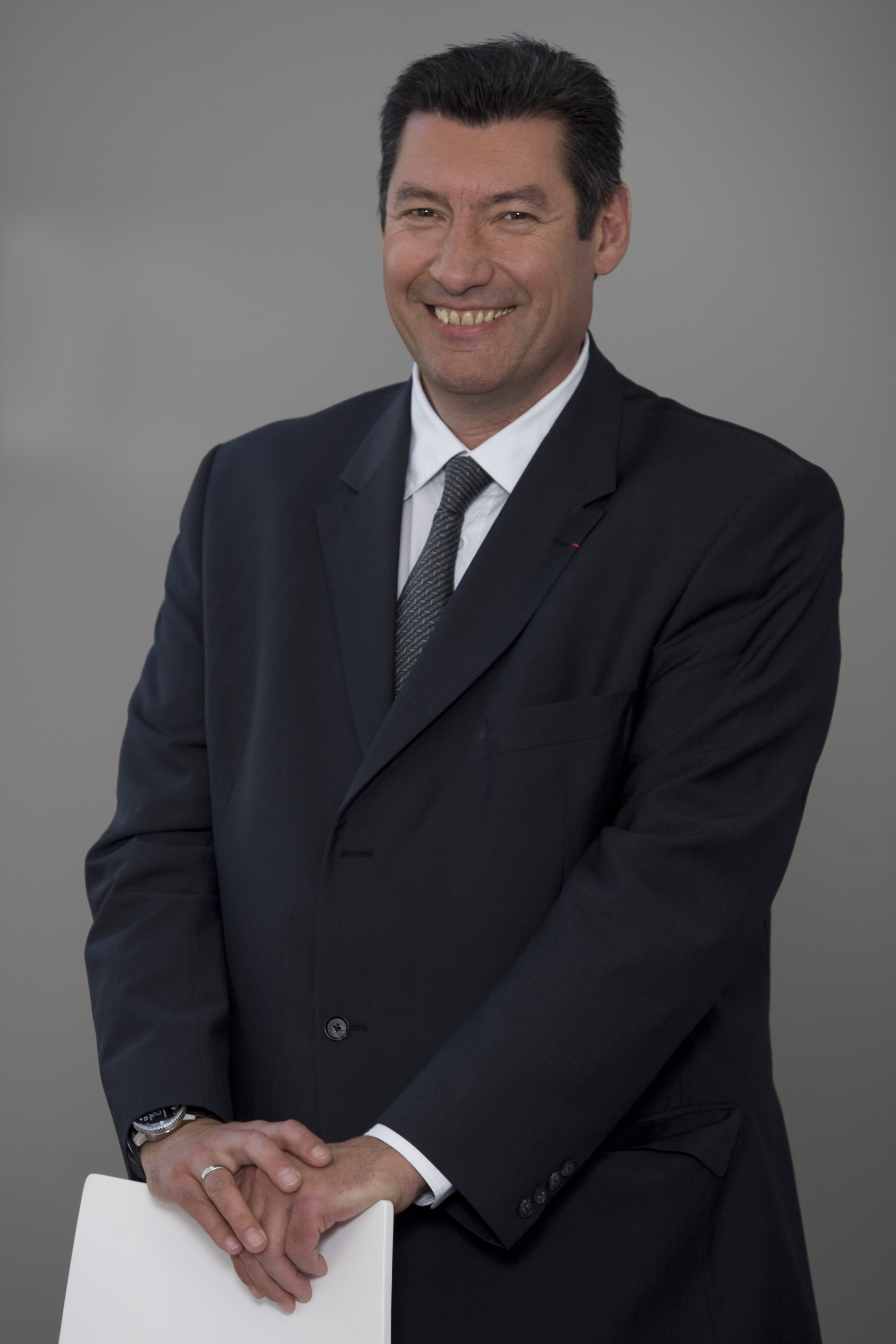
Philippe Riboud, 2008

Philippe Riboud (* 9. April 1957 in Lyon) ist ein ehemaliger französischer Degenfechter. Er gewann sechs Medaillen bei Olympischen Spielen.

## Leben
Riboud gewann 1974 das Frankenland-Turnier, einen Herrendegen-Weltcup der Junioren, und nahm bereits an den Olympischen Spielen 1976 in Montreal an den Degen-Wettbewerben teil, schied dort aber mit der Equipe im Achtelfinale aus, im Einzel belegte er Platz 37. Bei der Weltmeisterschaft 1978 erreichte Riboud den zweiten Platz hinter dem Olympiasieger von 1976 Alexander Pusch. Bemerkenswert dabei war, dass Riboud nach den ursprünglichen Ergebnissen Weltmeister geworden wäre, jedoch sein gewonnenes Gefecht gegen den Polen Piotr Jablkowski als verloren gewertet wurde. Grund dafür war ein Protest der Deutschen und Polnischen Delegation, da zum Zeitpunkt von Ribouds Siegtreffer die Gefechtszeit möglicherweise bereits abgelaufen war. In der anschließenden Entscheidungsrunde um den Titel setzte sich Pusch durch.
Im Jahr darauf gewann Riboud seinen ersten Weltmeistertitel vor dem Ungarn Ernő Kolczonay.
Bei den Olympischen Spielen 1980 in Moskau siegte Riboud in der Finalrunde gegen Kolczonay, unterlag aber den Schweden Rolf Edling und Johan Harmenberg, am Ende gewann Harmenberg Gold vor Kolczonay und Riboud. Mit der französischen Degen-Equipe siegte Riboud im Finale gegen die Polen und erhielt seine erste olympische Goldmedaille. Nachdem Frankreich bei der Weltmeisterschaft 1981 im heimischen Clermont-Ferrand ohne Medaille geblieben war, waren die Franzosen im Jahr darauf bei der Weltmeisterschaft 1982 in Rom erfolgreicher. Riboud gewann im Einzelwettbewerb Silber hinter dem Ungarn Jenő Pap, in der Mannschaftswertung siegten Olivier Lenglet, Philippe Riboud, Philippe Boisse und Michel Salesse vor der Schweizer Equipe. Bei der Weltmeisterschaft 1983 verteidigten Boisse, Lenglet, Salesse den Titel zusammen mit Jean-Michel Henry, aber ohne Riboud. Ein Jahr später bei den Olympischen Spielen 1984 traten alle fünf in der französischen Equipe an, die Silber hinter der deutschen Mannschaft gewann, nachdem im Einzelwettbewerb Boisse Gold und Riboud Bronze erfochten hatten.
Bei den Weltmeisterschaften 1985 und 1986 blieb die französische Degen-Equipe ohne Medaille, im Einzel gewann Riboud 1985 Bronze und 1986 seinen zweiten Weltmeistertitel. 1987 blieben die Franzosen in der Einzelwertung ohne Medaille, erhielten aber in der Mannschaftswertung Bronze für Boisse, Henry, Riboud und Éric Srecki. Bei den Olympischen Spielen 1988 war Riboud im Einzelwettbewerb bester Franzose, im Finale unterlag er dem Deutschen Arnd Schmitt mit 9 zu 10 Treffern. Im Finale des Mannschaftswettbewerbes besiegten die Franzosen die deutsche Equipe, wobei Riboud als einziger seine Gefechte verlor.
Seine letzte große Medaille gewann Philippe Riboud bei der Weltmeisterschaft 1990 in seiner Geburtsstadt Lyon, die französische Equipe mit Henry, Lenglet, Riboud und Srecki erhielt die Silbermedaille hinter den Italienern.